# Kastornaja
Kastornaja (ros. Касторная) – wieś (ros. деревня, trb. dieriewnia) w zachodniej Rosji, w sielsowiecie mokowskim rejonu kurskiego w obwodzie kurskim.

## Geografia
Miejscowość położona jest przy zachodniej granicy centrum administracyjnego sielsowietu (1-ja Mokwa), 9 km na zachód od Kurska, 2,5 km od drogi magistralnej (federalnego znaczenia) M2 «Krym» (część trasy europejskiej E105).
We wsi znajdują się ulice: Dacznaja, Miedowaja, Pokrowskaja, Sirieniewaja, Spasskaja i Ziemlanicznaja (128 posesji).
Klimat
Miejscowość, jak i cały rejon, znajduje się w strefie klimatu kontynentalnego z łagodnym ciepłym latem i równomiernie rozłożonymi opadami rocznymi (Dfb w klasyfikacji klimatów Köppena).

## Demografia
W 2010 r. wieś zamieszkiwało 58 osób.